# Senta Berger
Senta Berger, född 13 maj 1941 i Wien, är en österrikisk skådespelare och producent, som inom det tyska språkområdet hör till de mest firade och flerfaldigt prisbelönade aktriserna inom film, teater och TV.    
Redan 1960 hade hon en framträdande roll i filmatiseringen av Jaroslav Hašeks antimilitaristiska skälmroman Den tappre soldaten Švejk. Mellan 1962 och 1969 bodde hon i Hollywood och spelade mot Charlton Heston, Frank Sinatra, Dean Martin, Richard Harris, George Hamilton, Kirk Douglas, John Wayne och Yul Brynner. 
Skådespelaren och filmregissören Michael Verhoeven lärde hon känna 1963. De bildade 1965 ett filmproduktionsbolag tillsammans och den 26 september 1966 gifte de sig i München. De har två söner, Simon Vincent (*1972) och Luca Paul (*1979).
Sin scenkonst har Senta Berger utövat vid Burgtheater i Wien, Thalia-Theater i Hamburg och Schillertheater i Berlin.
Bland alla de utmärkelser som Senta Berger har tilldelats genom åren, från 1960-talet och framåt, märks Golden Globe Award (1965), Bambipriset (1968, 1990, 1999) och Bundesverdienstkreuz (1999).

## Filmdokumentär
- Die Verhoevens, en dokumentärfilm av Felix Moeller, Tyskland 2003, 75 min.

## Fotnoter
1. ↑  Discogs, Discogs artist-ID: 312092, läst: 9 oktober 2017.[källa från Wikidata]
2. ↑  filmportal.de, Filmportal-ID: b5617b3c44b54c12b468cecb961520bd, läst: 9 oktober 2017.[källa från Wikidata]
3. ↑  FemBios databas, FemBio-ID: 2812, läst: 9 oktober 2017.[källa från Wikidata]
4. ↑  Gemeinsame Normdatei, läst: 10 december 2014.[källa från Wikidata]
5. ↑  läs online, www.stmwi.bayern.de  , läst: 25 juni 2019.[källa från Wikidata]
6. ↑  läs online, www.br.de .[källa från Wikidata]
7. ↑  läs online, www.deutscher-filmpreis.de , läst: 3 september 2021.[källa från Wikidata]
8. ↑  Jag visste att jag kunde flyga. Minnen